# Kévin Théophile-Catherine
Kévin Théophile-Catherine (Saint-Brieuc, 28 ottobre 1989) è un calciatore francese, difensore della Dinamo Zagabria.

## Carriera

### Club
Dopo vari anni nelle giovanili del Rennes, debutta in prima squadra nel 2008 in Coppa di Lega.
Nella stagione 2009-2010 esordisce in Ligue 1.
Il 31 agosto 2013 il Cardiff ne acquista le prestazioni sportive per €2'500'000. Kevin firma un contratto di 4 anni e indosserà la maglia numero 28.

### Nazionale
Ha ottenuto 4 presenze con la Francia Under-20 nel 2009 ed ha preso parte ad una partita dell'Under-21 valida per le qualificazioni all'Europeo di categoria.

## Statistiche

### Presenze e reti nei club
Statistiche aggiornate al 17 settembre 2024.
| Stagione               | Squadra                | Campionato             | Campionato | Campionato | Coppe nazionali | Coppe nazionali | Coppe nazionali | Coppe continentali | Coppe continentali | Coppe continentali | Altre coppe | Altre coppe | Altre coppe | Totale | Totale |
| Stagione               | Squadra                | Comp                   | Pres       | Reti       | Comp            | Pres            | Reti            | Comp               | Pres               | Reti               | Comp        | Pres        | Reti        | Pres   | Reti   |
| ---------------------- | ---------------------- | ---------------------- | ---------- | ---------- | --------------- | --------------- | --------------- | ------------------ | ------------------ | ------------------ | ----------- | ----------- | ----------- | ------ | ------ |
| 2008-2009              | Rennes                 | L1                     | 0          | 0          | CF+CdL          | 0+2             | 0               | -                  | -                  | -                  | -           | -           | -           | 2      | 0      |
| 2009-2010              | Rennes                 | L1                     | 2          | 0          | CF+CdL          | 0+1             | 0               | -                  | -                  | -                  | -           | -           | -           | 3      | 0      |
| 2010-2011              | Rennes                 | L1                     | 26         | 2          | CF+CdL          | 3+1             | 0               | -                  | -                  | -                  | -           | -           | -           | 30     | 2      |
| 2011-2012              | Rennes                 | L1                     | 36         | 0          | CF+CdL          | 4+0             | 0               | UEL                | 6                  | 0                  | -           | -           | -           | 46     | 0      |
| 2012-2013              | Rennes                 | L1                     | 29         | 1          | CF+CdL          | 1+3             | 0               | -                  | -                  | -                  | -           | -           | -           | 33     | 1      |
| ago. 2013              | Rennes                 | L1                     | 3          | 0          | CF+CdL          | 0               | 0               | -                  | -                  | -                  | -           | -           | -           | 3      | 0      |
| Totale Rennes          | Totale Rennes          | Totale Rennes          | 96         | 3          |                 | 15              | 0               |                    | 6                  | 0                  |             | -           | -           | 117    | 3      |
| ago. 2013-2014         | Cardiff City           | PL                     | 28         | 0          | FACup+CdL       | 2+0             | 0               | -                  | -                  | -                  | -           | -           | -           | 30     | 0      |
| 2014-2015              | Cardiff City           | FLC                    | 0          | 0          | FACup+CdL       | 0+1             | 0               | -                  | -                  | -                  | -           | -           | -           | 1      | 0      |
| Totale Cardiff City    | Totale Cardiff City    | Totale Cardiff City    | 28         | 0          |                 | 3               | 0               |                    | -                  | -                  |             | -           | -           | 31     | 0      |
| ago. 2014-2015         | Saint-Étienne          | L1                     | 31         | 0          | CF+CdL          | 4+2             | 0               | UEL                | 5                  | 0                  | -           | -           | -           | 42     | 0      |
| 2015-2016              | Saint-Étienne          | L1                     | 22         | 1          | CF+CdL          | 3+0             | 0               | UEL                | 6                  | 0                  | -           | -           | -           | 31     | 1      |
| 2016-2017              | Saint-Étienne          | L1                     | 31         | 0          | CF+CdL          | 1+0             | 0               | UEL                | 10                 | 0                  | -           | -           | -           | 42     | 0      |
| 2017-2018              | Saint-Étienne          | L1                     | 25         | 0          | CF+CdL          | 1+1             | 0               | -                  | -                  | -                  | -           | -           | -           | 27     | 0      |
| Totale Saint-Étienne   | Totale Saint-Étienne   | Totale Saint-Étienne   | 109        | 1          |                 | 12              | 0               |                    | 21                 | 0                  |             | -           | -           | 142    | 1      |
| 2018-2019              | Dinamo Zagabria        | 1.HNL                  | 14         | 1          | CC              | 3               | 0               | UCL+UEL            | 6+9                | 0                  | -           | -           | -           | 32     | 1      |
| 2019-2020              | Dinamo Zagabria        | 1.HNL                  | 21         | 1          | CC              | 0               | 0               | UCL                | 5                  | 0                  | SC          | 0           | 0           | 26     | 1      |
| 2020-2021              | Dinamo Zagabria        | 1.HNL                  | 27         | 1          | CC              | 4               | 0               | UCL+UEL            | 1+11               | 0                  | -           | -           | -           | 43     | 1      |
| 2021-2022              | Dinamo Zagabria        | 1.HNL                  | 22         | 0          | CC              | 1               | 0               | UCL+UEL            | 8+8                | 0                  | -           | -           | -           | 39     | 0      |
| 2022-2023              | Dinamo Zagabria        | 1.HNL                  | 7          | 0          | CC              | 4               | 0               | UCL                | 2                  | 0                  | SC          | 0           | 0           | 13     | 0      |
| 2023-2024              | Dinamo Zagabria        | 1.HNL                  | 21         | 0          | CC              | 3               | 0               | UECL               | 4                  | 0                  | -           | -           | -           | 28     | 0      |
| 2024-2025              | Dinamo Zagabria        | 1.HNL                  | 4          | 1          | CC              | 0               | 0               | UCL                | 3                  | 0                  | -           | -           | -           | 7      | 1      |
| Totale Dinamo Zagabria | Totale Dinamo Zagabria | Totale Dinamo Zagabria | 116        | 4          |                 | 15              | 0               |                    | 57                 | 0                  |             | 0           | 0           | 188    | 4      |
| Totale carriera        | Totale carriera        | Totale carriera        | 349        | 8          |                 | 45              | 0               |                    | 84                 | 0                  |             | 0           | 0           | 478    | 8      |

## Palmarès

### Club

#### Competizioni nazionali
- Campionato croato: 6

Dinamo Zagabria: 2018-2019, 2019-2020, 2020-2021, 2021-2022, 2022-2023, 2023-2024
- Supercoppa di Croazia: 2

Dinamo Zagabria: 2019, 2022
- Coppa di Croazia: 2

Dinamo Zagabria: 2020-2021, 2023-2024